# Robin White
Robin White (* 10. Dezember 1963) ist eine ehemalige US-amerikanische Tennisspielerin. 

## Karriere
White spielte von 1983 bis 1995 auf der WTA-Tour und gewann zwei Einzeltitel in Hershey 1985 und in Auckland 1992. Der Höhepunkt ihrer Karriere war der Gewinn der Konkurrenz im Damendoppel bei den US Open 1988. Sie besiegte mit ihrer Doppelpartnerin Gigi Fernández im Endspiel Patty Fendick und Jill Hetherington in zwei Sätzen mit 6:4 6:1. 
Sie war in ihrer Karriere im Doppel bei elf Turnieren erfolgreich. Robin White gelang 1989, ebenfalls bei den US Open, mit Shelby Cannon ein weiterer Erfolg bei einem Major-Turnier. Sie siegten in der Mixeddoppel-Konkurrenz. White erreichte 1991 nochmals das Mixed-Finale bei den Australian Open und 1994 jenes im Damendoppel in New York City. 
Rang 15 im Einzel und Rang acht im Doppel waren die höchsten Platzierungen der US-Amerikanerin in der Tennisweltrangliste. Momentan ist sie Damencoach in der USTA.